# Xã Burlington, Quận Kane, Illinois
Xã Burlington (tiếng Anh: Burlington Township) là một xã thuộc quận Kane, tiểu bang Illinois, Hoa Kỳ. Năm 2010, dân số của xã này là 1.921 người.